# Hrvatski košarkaški klub Široki
Il H.K.K. Široki è una società cestistica avente sede a Široki Brijeg, in Bosnia ed Erzegovina. Fondata nel 1974, gioca nel campionato bosniaco.
Disputa le partite interne nella Dvorana Pecara, che ha una capacità di 4.500 spettatori.

## Palmarès
- Campionato bosniaco: 9

1997-98, 2001-02, 2002-03, 2003-04, 2006-07, 2008-09, 2009-10, 2010-11, 2011-12
- Coppa di Bosnia ed Erzegovina: 9

1998, 2002, 2003, 2004, 2006, 2008, 2011, 2012, 2014